# George Oppen
George Oppen est un poète et critique littéraire américain, né à New Rochelle (dans l'État de New York) le 24 avril 1908, et mort à Sunnyvale (Californie) le 7 juillet 1984.

## Biographie
George Oppen est né  à New Rochelle (dans l'État de New York) le 24 avril 1908. Il est le fils de George August Oppenheimer, un agent immobilier, et d’Elsie Rothfeld, personnes issues de la grande bourgeoisie juive. George a quatre ans quand sa mère se suicide après une grave dépression nerveuse. Son père se remarie en 1917 avec Seville Hattie Shainwald (1891-1956), la famille déménage à San Francisco en 1918, où George entre à la Warren Military Academy. La vie militaire ne lui plait pas, et s'y ajoutent les conflits avec sa famille ; il se met à boire à la suite d'un grave accident d'automobile et il est expulsé de l'académie militaire en 1925. Après des voyages en Grande-Bretagne, il entre à l'Université de l'Oregon en 1926. Il y fait la rencontre de Mary Colby qu'il épousera en 1927.
Le nom Oppenheimer marquant le fait qu'ils étaient des Juifs assimilés, George et sa seconde épouse transforment leur nom Oppenheimer en Oppen en 1927.
L'esprit turbulent de George le fera renvoyer de l'université en 1927, ce renvoi est aussi pour lui une rupture d'avec son milieu. Le couple part s'installer à New York. Oppen y rencontre Louis Zukofsky, Charles Reznikoff, William Carlos Williams et Carl Rakosi qui forment le groupe dit de l'objectivisme.
En 1929, le couple Oppen part en France avec un petit pécule. Ils y resteront deux ans, notamment au Beausset, près de Toulon. C'est là qu'ils créent les éditions To Publishers afin de faire connaitre les poètes américains contemporains. Ils vont publier Objectivist Anthology dirigée par Zukofsky, A Novelette and Others Proses de Williams et How to Read de Ezra Pound. Les ouvrages imprimés seront envoyés à Zukofsky à New York.
En 1933, de retour à Brooklyn, Oppen rejoint Zukofsky, Reznikoff et Williams dans la mise en place de la Objectivist Press, qui commence à publier les différents représentants du mouvement. Oppen publie son premier recueil Discret Series, titre qui fait référence à une série mathématique des termes, « dont chacun est empiriquement dérivé, dont chacun est empiriquement vrai. » Chaque poème donne une image distincte du point de vue du poète.
La Objectivist Press publie son dernier livre en 1936, et face à la montée du fascisme et aux conséquences sociales de la Grande Dépression, Oppen renonce à la poésie et rejoint le Parti communiste dès 1935. Lui et sa femme travaillent auprès des chômeurs à New York, aident les ouvriers à s'organiser, co-animent des grèves comme celle d'Utica, New York. Bien qu'il adhère au matérialisme historique marxiste, Oppen plus tard caractérisera sa politique dans les années 1930 comme libérale et antifasciste.
Avec la fin de la dépression et le New Deal, Oppen s'éloigne de la politique. En 1942, il s'engage dans l'armée et gagne la France ; le 22 avril 1945, l'artillerie allemande frappe son abri, le blessant grièvement et tuant deux autres soldats américains. À la fin de la guerre, il est décoré de la Purple Heart.
Après la guerre, il déménage à Redondo Beach, dans l'État de Californie (États-Unis), où il a travaillé comme charpentier. Bien que les Oppen ne soient plus membres du parti communiste, ils sont inquiétés par le FBI lors du maccarthysme. Craignant un emprisonnement possible, la famille Oppen déménage à Mexico en 1948, où ils resteront jusqu'en 1958.
En mai 1958, il écrit son premier poème depuis 1934,The Materials. Son retour à l'écriture poétique est un succès et il sera appelé à de nombreuses manifestations pour lire ses poèmes et faire des conférences.
Le 31 mai 1966, le FBI, dans son rapport final sur les Oppen, les blanchit définitivement.
Le succès continue : Oppen est nommé l'un des « Quatre grands poètes américains » au Musée de San Francisco d'art moderne en 1973 et sera reçu au Mishkenot Sh'ananim de Jérusalem, en 1975. À son retour d'Israël, la santé de Oppen a commencé à décliner. Ses Collected Poems ont été nommés pour le National Book Award en 1976 et en 1977. Il reçoit le prix de l'Académie américaine des arts et des lettres et celui du National Endowment for the Arts. En décembre 1982, il reçoit le prix du PEN/West Rediscovery Award ; cette même année, il a été diagnostiqué comme atteint de la maladie d'Alzheimer, il meurt deux ans plus tard.
Il est mort des suites de la maladie d'Alzheimer à Sunnyvale (Californie) le 7 juillet 1984.
Son œuvre reste appréciée pour sa clarté, son ciselage artisanal et le respect philosophique de la singularité des choses, dans un monde universaliste. De nombreux jeunes poètes engagés dans la tradition moderniste reconnaissent son influence.
Ses manuscrits sont déposés aux Archive for New Poetry de l'Université de Californie à San Diego.

## Œuvres

### Poésie
- 21 Poems, New Directions Publishing Corporation, 2017
- Selected Poems, New Directions Publishing Corporation, 2003[9]
- New Collected Poems, New Directions Publishing Corporation, 2001[10],[11]
- Poems of George Oppen (1908-1984), Cloud, 1990
- Primitive (Primitif), Black Sparrow Press, 1978[12]
- Collected Poems of George Oppen, New Directions Publishing Corporation, 1972
- Seascape: Needle's Eye (Marine: chas de l'aiguille), The Sumac Press, 1972
- Of Being Numerous (D’être en multitude), éd. New Directions Publishing Corporation, 1968[13],[14]
- This in Which (Dans ce qui), New Directions Publishing Corporation, 1965
- The Materials (Les Matériaux), New Directions, 1962
- Discrete Series (Série discrète), Objectivist Press, 1934

### Journal, correspondance et autres écrits
- Selected Prose, Daybooks, and Papers, University of California Press, 2008[15]
- The Selected Letters of George Oppen, édition de Rachel Blau DuPlessis, Duke University Press Books, 1990

### Œuvres traduites en français
- Poèmes retrouvés, trad. par Yves di Manno, Éditions Corti , "Série américaine", Paris, 2019
- Poésie complète, trad. par Yves di Manno, Éditions Corti, "Série américaine", Paris, 2011[16]
- Un langage de New York, trad. par Pierre Alferi, Un bureau sur l'Atlantique[17], 1993
- Discrete series, trad. par Bernard Rival et Bénédicte Vilgrain, dessins de Valentina La Rocca[18], Théâtre Typographique,1993
- Itinéraire, trad. et présentation Yves di Manno, Unes, 1990
- D'être en multitude, trad. Yves di Manno, Unes, 1985
- Primitif, trad. Yves di Manno, Unes, 1987
- Quelques textes, trad. Serge Fauchereau, Centre Georges-Pompidou, Paris, 1977

### Documents audio-visuels et audiophoniques
- The George Oppen Memorial Lecture: "The Mind's Own Place and Feminine Technologies: George Oppen and Possibilities of the Political", par Frances Richard pour le Poetry Center, 2017[34]
- Feature: George Oppen, sous la direction de Thomas Devaney, pour la revue Jacket2, 2008[35]
- The Shape of Disclosure: George Oppen Centennial Symposium, sur le site PennSound, 2008[36]
- Diverses lectures et interviews sont consultables sur le site PennSound[37]